# Argentina nos Jogos Olímpicos de Inverno de 2010
A Argentina participou dos Jogos Olímpicos de Inverno de 2010, realizados na cidade de Vancouver, no Canadá. Foi a décima sétima aparição do país em Olimpíadas de Inverno.

## Desempenho

### Esqui alpino
Feminino
| Atleta                     | Evento         | Corrida 1 | Corrida 2   | Total       | Pos.        |             |
| -------------------------- | -------------- | --------- | ----------- | ----------- | ----------- | ----------- |
| Nicol Gastaldi             | Slalom         | DNF       | Não avançou | Não avançou | Não avançou | Não avançou |
| Nicol Gastaldi             | Slalom gigante | 1:24.25   | 1:19.53     | 2:43.78     | 48°         |             |
| Macarena Simari Birkner    | Downhill       |           |             | 1:54.25     | 31º         |             |
| Macarena Simari Birkner    | Combinado      | 1:29.56   | 46.81       | 2:16.37     | 26º         |             |
| Macarena Simari Birkner    | Slalom         | 56.84     | 55.51       | 1:52.35     | 36°         |             |
| Macarena Simari Birkner    | Slalom gigante | 1:23.29   | 1:18.73     | 2:42.02     | 45°         |             |
| Macarena Simari Birkner    | Super-G        |           |             | 1:27.48     | 32º         |             |
| María Belén Simari Birkner | Downhill       |           |             | 1:53.62     | 29º         |             |
| María Belén Simari Birkner | Combinado      | 1:30.19   | DNF         | DNF         | DNF         |             |
| María Belén Simari Birkner | Slalom         | 58.99     | DNF         | DNF         | DNF         |             |
| María Belén Simari Birkner | Slalom gigante | 1:23.60   | 1:18.78     | 2:42.38     | 46º         |             |
| María Belén Simari Birkner | Super-G        |           |             | 1:27.24     | 31º         |             |

Masculino
| Atleta                  | Evento         | Corrida 1 | Corrida 2   | Total       | Pos.        |
| ----------------------- | -------------- | --------- | ----------- | ----------- | ----------- |
| Agustín Torres          | Slalom         | DNF       | Não avançou | Não avançou | Não avançou |
| Agustín Torres          | Slalom gigante | 1:25.14   | 1:28.12     | 2:53.26     | 54º         |
| Cristian Simari Birkner | Downhill       |           |             | 2:01.67     | 55º         |
| Cristian Simari Birkner | Combinado      | 2:00.58   | DNF         | DNF         | DNF         |
| Cristian Simari Birkner | Slalom         | 51.35     | 53.37       | 1:44.72     | 26°         |
| Cristian Simari Birkner | Slalom gigante | 1:20.87   | 1:23.76     | 2:44.63     | 34º         |
| Cristian Simari Birkner | Super-G        |           |             | DNS         | DNS         |

### Esqui cross-country
Masculino
| Atleta        | Evento      | Final   | Final |
| Atleta        | Evento      | Tempo   | Pos.  |
| ------------- | ----------- | ------- | ----- |
| Carlos Lannes | 15 km livre | 41:34.9 | 82º   |

### Luge
Masculino
| Atleta         | Evento     | Final      | Final      | Final      | Final      | Final    | Final |
| Atleta         | Evento     | 1ª corrida | 2ª corrida | 3ª corrida | 4ª corrida | Total    | Pos.  |
| -------------- | ---------- | ---------- | ---------- | ---------- | ---------- | -------- | ----- |
| Rubén González | Individual | 52.540     | 52.155     | 52.298     | 51.312     | 3:28.305 | 38º   |

Legenda
| Recorde mundial      | Recorde mundial (World record)               |                       | Recorde africano                      | Recorde africano (African) |                                           | Q | Classificado por posição (Qualified) |
| Recorde olímpico     | Recorde olímpico (Olympic record)            | Recorde da América    | Recorde da América (Americas)         | q                          | Classificado por melhor tempo (Qualified) |   |                                      |
| Melhor marca do ano  | Melhor marca do ano (World leading)          | Recorde asiático      | Recorde asiático (Asian)              | DNS                        | Não largou (Did not start)                |   |                                      |
| Recorde nacional     | Recorde nacional (National record)           | Recorde europeu       | Recorde europeu (European)            | DNF                        | Não terminou (Did not finish)             |   |                                      |
| Recorde pessoal      | Recorde pessoal do atleta (Personal best)    | Recorde da Oceania    | Recorde da Oceania (Oceania)          | DSQ / DQ                   | Desclassificado (Disqualified)            |   |                                      |
| Recorde da temporada | Recorde da temporada do atleta (Season best) | Recorde sul-americano | Recorde sul-americano (South America) | NM                         | Sem marca (No mark)                       |   |                                      |